# Liste der Baudenkmale in Dreschvitz
In der Liste der Baudenkmale in Dreschvitz sind alle Baudenkmale der Gemeinde Dreschvitz (Landkreis Vorpommern-Rügen) und ihrer Ortsteile aufgelistet. Grundlage ist die Veröffentlichung der Denkmalliste des Landkreises Vorpommern-Rügen, Auszug aus der Kreisdenkmalliste vom August 2015.

## Dreschvitz
| ID             | Lage                         | Bezeichnung | Beschreibung | Bild  |
| -------------- | ---------------------------- | ----------- | ------------ | ----- |
| 00210 Wikidata | Dorfstraße 2 (Karte)         | Stall       |              | Stall |
| 00211 Wikidata | Gingster Chaussee 17 (Karte) | Wohnhaus    |              |       |
| 00213 Wikidata | Pagelsdorf 2                 | Wohnhaus    |              |       |

## Güttin
| ID             | Lage              | Bezeichnung                | Beschreibung | Bild |
| -------------- | ----------------- | -------------------------- | ------------ | ---- |
| 00343 Wikidata | Güttin 60         | Pferdestall (Gutsanlage)   |              |      |
| 00343 Wikidata | Güttin 60 (Karte) | Gutsanlage Güttin          |              |      |
| 00343 Wikidata | Güttin 60         | Wagenremise (Gutsanlage)   |              |      |
| 00343 Wikidata | Güttin 60         | Gutshaus (Gutsanlage)      |              |      |
| 00343 Wikidata | Güttin 60         | Schafsställen (Gutsanlage) |              |      |

## Landow
| ID             | Lage              | Bezeichnung                                                                    | Beschreibung                                                                                                 | Bild                                |
| -------------- | ----------------- | ------------------------------------------------------------------------------ | --- | ----------------------------------- |
| 00400 Wikidata | Landow 3a (Karte) | Ehem. Küsterhaus (Haus Modrozinski)                                            | | Ehem. Küsterhaus (Haus Modrozinski) |
| 00401 Wikidata | Landow 4 (Karte)  | Wohnhaus                                                                       | |                                     |
| 00399 Wikidata | Landow 5a (Karte) | Kirche und Friedhof mit Kastanienreihe, gusseiserne Grabkreuze und Einfriedung | Die Kirche wurde um das Jahr 1312 erbaut. Der Innenraum erhielt im 18. Jahrhundert eine barocke Ausstattung. | Weitere Bilder                      |

## Ralow
| ID             | Lage          | Bezeichnung        | Beschreibung | Bild           |
| -------------- | ------------- | ------------------ | --- | -------------- |
| 00588 Wikidata | Ralow 6       | Park               | |                |
| 00588 Wikidata | Ralow 6       | Gutshaus           | 2-gesch. Putzbau von 1707, historisierender (Neogotik) Umbau von um 1880 nach Plänen von Wilhelm von Mörner, geb. Neumann mit Treppengiebel, 3-gesch. Turm mit hohem Walmdach. | Weitere Bilder |
| 00625 Wikidata | Rugenhof 4, 5 | Ehem. Fischerkaten | |                |

## Quelle
- Denkmalliste des Landkreises Vorpommern-Rügen